# Banc de monjo

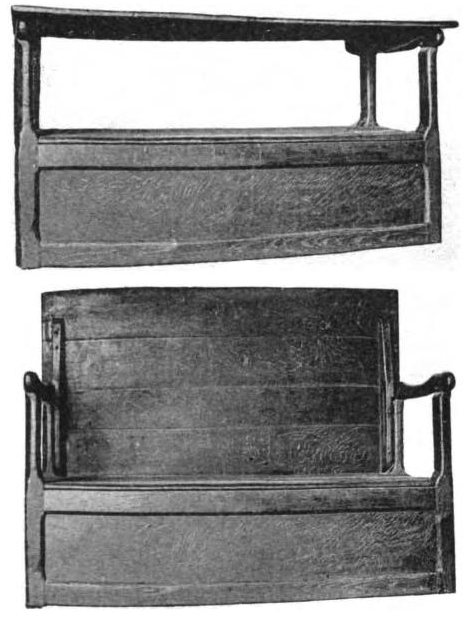
Un banc de monjo del 1600

Un banc de monjo és un moble on es col·loca una taula sobre un cofre de manera que quan la taula no s'utilitza, la part superior pivota en posició vertical i es converteix en la part posterior d’un seient, i aquesta configuració permet un fàcil accés a la tapa de la caixa que forma la base del seient.
Percy Blandford assenyala que "el fet que els monjos utilitzessin alguna vegada aquest tipus de banc és discutible, però és un nom atractiu".

## Història

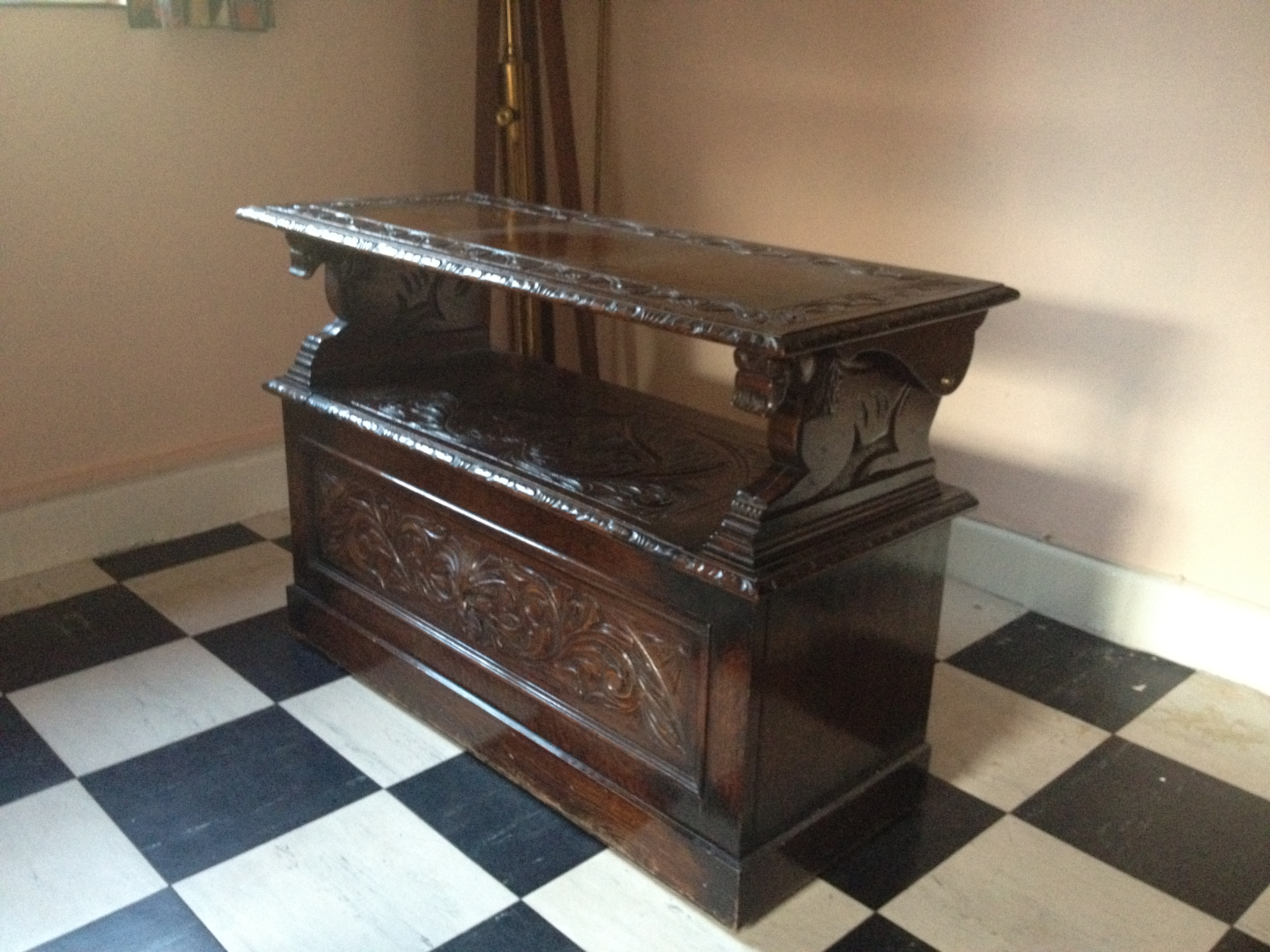
Un banc de monjo configurat com a taula.

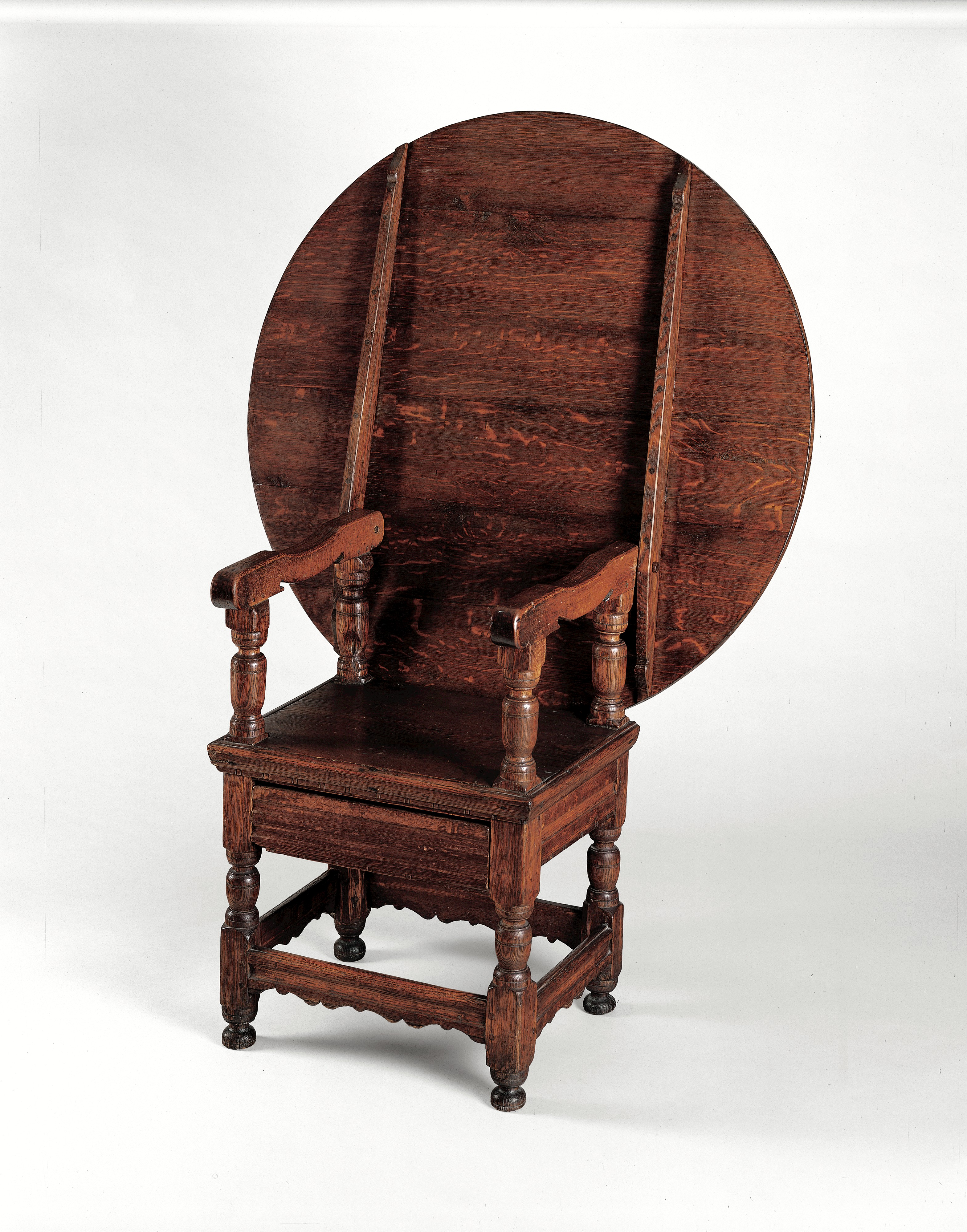
Una taula-cadira similar del 1600

Un banc de monjo era una forma molt útil en una època en què moltes llars tenien una gran sala que s'utilitzava per a múltiples funcions, perquè permetia treure del mig una taula de menjador fent fora fora el destorb.

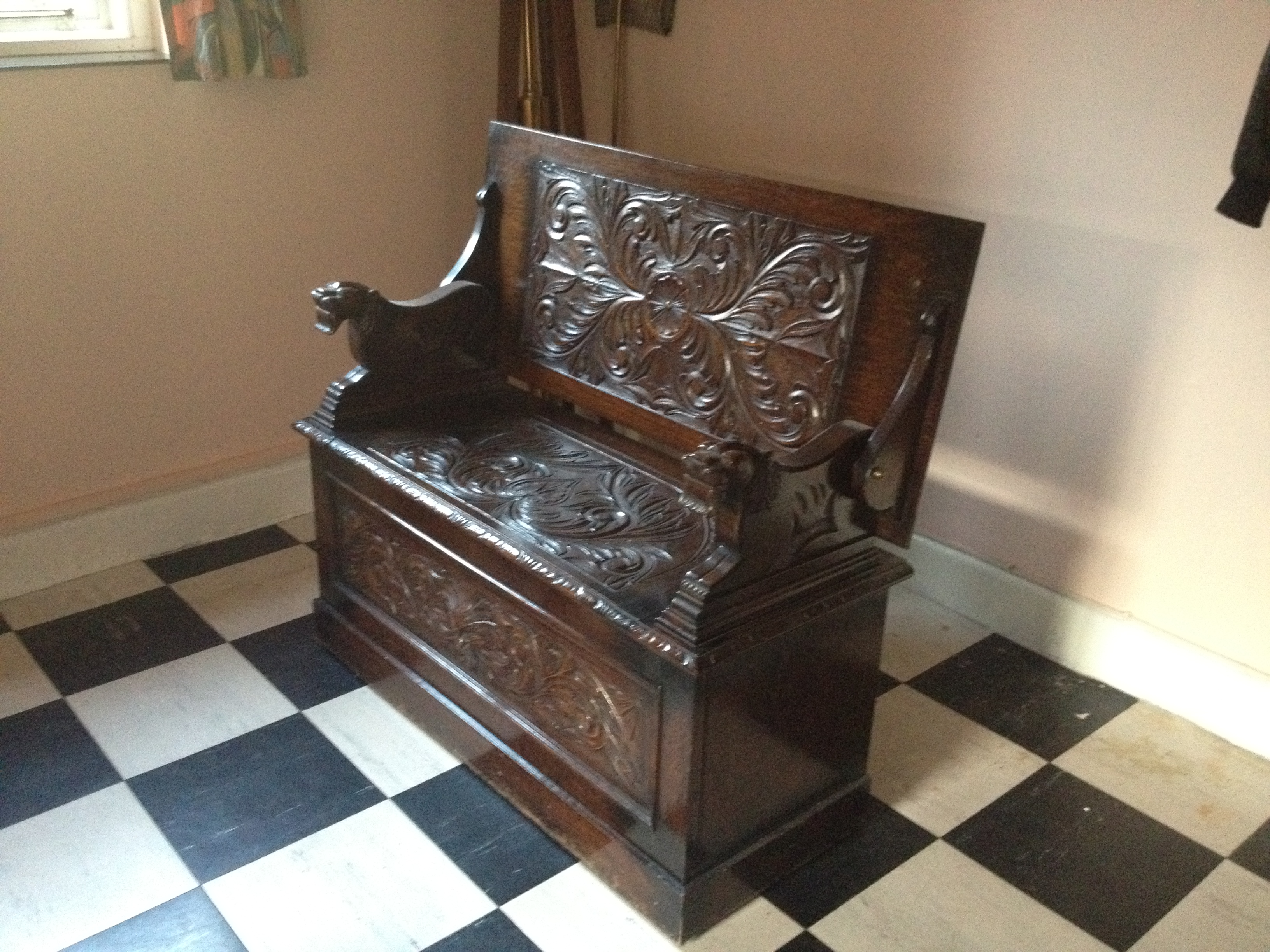
Un banc de monjo configurat com a seient.